# シーザー (バンド)
シーザー（英語：Seether）は、1999年に南アフリカ共和国で結成されたロックバンド。デビュー当時はサロン・ガス (Saron Gas) という名称で活動していたが、2002年に改名。

## 略歴
1999年、サロン・ガス結成。2000年、サロン・ガス名義でアルバム『Fragile』をリリース。その後、ワインド-アップ・レコーズと契約した際に、バンド名が「サリンガス」と類似しているため、2011年に現在の「シーザー」へと改名。2002年に、シーザーとしてのデビュー・アルバム『Disclaimer』をリリースする。
2004年、ツアー中にエヴァネッセンスのエイミー・リーをフィーチャーしたシングル「Broken」をリリース。全米シングルチャートで20位を記録するヒットとなる。その後、デビュー・アルバムに「Broken」を含む数曲を追加したアルバム『ディスクレイマーⅡ』をリリース。
2005年、アルバム『Karma And Effect』をリリース。2006年には、アコースティック・ライブを収録したCD/DVDアルバム『One Cold Night』をリリースした。2007年10月にアルバム『Finding Beauty In Negative Spaces』をリリース。2011年5月にアルバム『Holding On to Strings Better Left to Fray』が発売される。

## メンバー

### 現メンバー
- ショーン・モーガン (Shaun Morgan) - ボーカル、ギター (1999年- )
- デイル・スチュワート (Dale Stewart) - ベース、コーラス、ギター (2000年- )
- ジョン・ハンフレイ (John Humphrey) - ドラム (2004年- )
- コーリー・ロワリー(Corey Lowery) - リードギター、コーラス (2019年- )

### 旧メンバー
- タイロン・モリス (Tyronne Morris) - ベース (1999年-2000年)
- デイヴ・コッホー (Dave Cohoe) - ドラム、コーラス (1999年-2002年)
- ジョッシュ・フリーズ (Josh Freese) - ドラム (2002年) ※スタジオのみ
- ジョン・ジョンストン (Jon Johnston) - ドラム (2002年)
- ニック・オシロ (Nick Oshiro) - ドラム (2002年-2003年)
- ニック・アニス (Nick Annis) - リードギター (2002年)
- ケヴィン・ソフェラ (Kevin Soffera) - ドラム (2003年-2004年)
- ブライアン・ティッシー (Brian Tichy) - ドラム (2007年)
- パット・キャラハン (Pat Callahan) - リードギター (2002年-2006年)
- トロイ・マクローホーン (Troy McLawhorn) - リードギター、コーラス (2008年-2011年)
- ブライアン・ウィックマン (Brian Wickmann) - リードギター、コーラス (2014年-2017年)
- クリント・ロワリー (Clint Lowery) - リードギター、コーラス (2017年-2018年)

## ディスコグラフィ

### アルバム
| 発売年 | タイトル                                 | 情報 |
| ------ | ---------------------------------------- | --- |
| 2002年 | Disclaimer                               | シーザー名義のデビュー・アルバム。 サロン・ガス名義の南アフリカのみで発売されたアルバム『Fragile』から数曲がこのアルバムにも収録された。 |
| 2004年 | ディスクレイマーⅡ Disclaimer II          | アルバム『Disclaimer』に「Broken」を含む数曲を追加したバージョン。 唯一、日本盤が存在している。                                          |
| 2005年 | Karma And Effect                         | 前回のアルバムとは違い、わいせつな単語が使用されていない。                                                                               |
| 2006年 | One Cold Night                           | フィラデルフィアで行われたアコースティック・ライブを収録。                                                                               |
| 2007年 | Finding Beauty In Negative Spaces        | 2009年に「ケアレス・ウィスパー」(ワム!のカヴァー)を追加して再発。                                                                        |
| 2008年 | iTunes Original - Seether                | 日本のiTunesでは販売されていない。 |
| 2011年 | Holding Onto Strings Better Left To Fray | アメリカでは5月17日に発売。 |
| 2014年 | Isolate And Medicate                     | 前作と同様に通常盤とボーナストラックを追加したデラックス盤の2形態で発売。                                                                |
| 2017年 | Poison the Parish                        | |
| 2020年 | Si Vis Pacem, Para Bellum                | |

### シングル

#### サロン・ガス名義
- "69 Tea" (1999年)
- "Fine Again" (2000年) ※表題曲は任天堂のゲームソフト『テン・エイティ シルバーストーム』（英題:1080° Avalanche）のエンディングに起用されている
- "Empty" (2000年)
- "Gasoline" (2001年)

#### シーザー名義
- "Fine Again" (2002年)
- "Driven Under" (2003年)
- "Gasoline" (2003年)
- "Broken feat. Amy Lee" (2004年) ※with エイミー・リー
- "Remedy" (2005年)
- "Truth" (2005年)
- "The Gift" (2006年)
- "Fake It" (2007年)
- "Rise Above This" (2008年)
- "Breakdown" (2008年)
- "Careless Whisper" (2009年) ※ワム!のカヴァー
- "Country Song" (2011年)